# Live It Up (chanson)
Singles de Jennifer Lopez
Sweet Spot
(2013)
Singles par Pitbull
Sexy People (The Fiat Song)
(2013) I Luh Ya Papi
(2014)
Live It Up est une chanson de l'artiste américaine Jennifer Lopez en featuring avec le rappeur cubain Pitbull. La chanson a été écrite par RedOne, Alex Papaconstantinou, Björn Djupström, Viktor Svensson, Armando Perez, Achraf Janussi et Bilal Hajji. Ce single marque la quatrième collaboration entre les deux artistes, après Fresh Out the Oven en 2009, On the Floor en 2011 et Dance Again en 2012. Il devait être le premier single officiel de son nouvel album mais a finalement été retiré et remplacé par I Luh Ya Papi.
À ce jour, Live It Up se classe parmi les dix titres les plus téléchargés sur iTunes outre-Manche. L'interprétation de ce titre en direct dans la demi-finale de l'émission anglais Britain's Got Talent le 16 mai 2013 n'a pas été apprécié par les téléspectateurs à la suite de la prestation jugée trop choquante de la chanteuse. Le lendemain, le 17 mai 2013, le clip a été publié sur le compte Vevo de l'artiste américaine. Tourné en France, il présente la chanteuse durant un défilé de mode chaotique et Pitbull dans un univers tout autre qu'est celui de la plage.

## Certifications
| Pays      | Organisme | Certification | Vente  |
| --------- | --------- | ------------- | ------ |
| Australie | ARIA      | Or            | 35 000 |
| Canada    | CRIA      | Or            | 40 000 |